# John McInnes (Politiker)

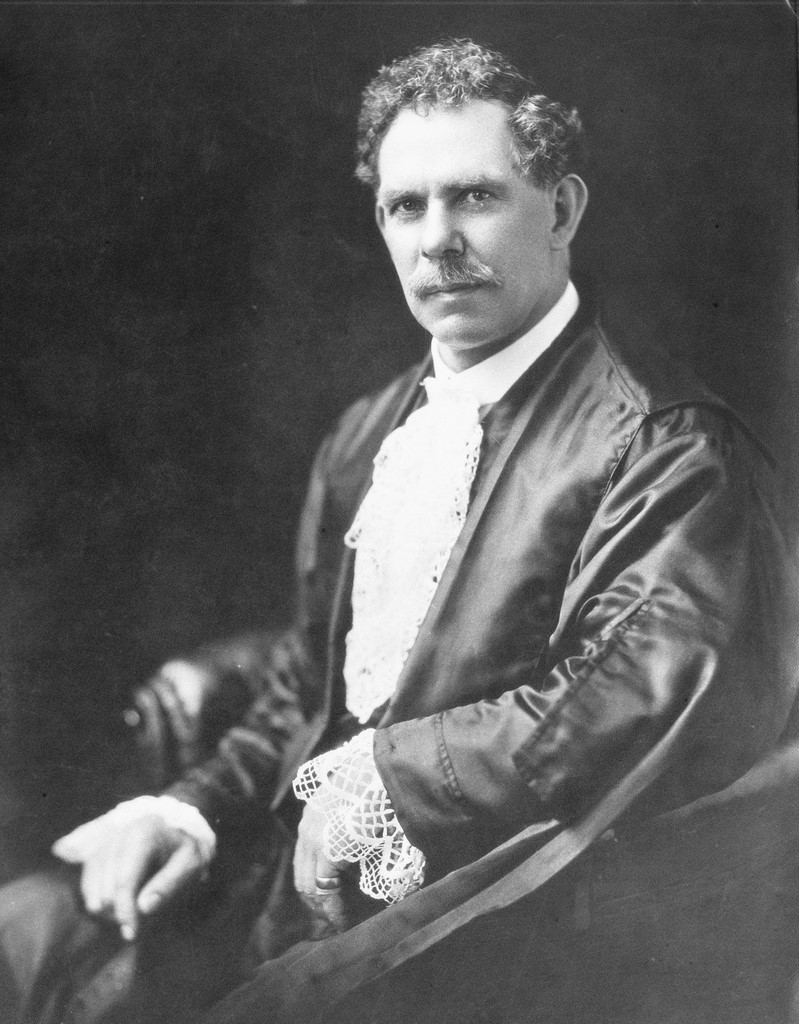
John McInnes

Hon. John McInnes (* 23. April 1878 in Schottland; † 30. September 1950 in Croydon, South Australia) war ein australischer Gewerkschaftsfunktionär und Politiker der Australian Labor Party (ALP), der unter anderem von 1918 bis 1950 Mitglied sowie zwischen 1924 und 1926 Sprecher des South Australian House of Assembly war. Er bekleidete zudem mehrere Ministerämter und war zwischen 1933 und 1939 auch Bürgermeister der Town of Hindmarsh.

## Leben

### Gewerkschaftsfunktionär, Mitglied und Sprecher desSouth Australian House of Assembly

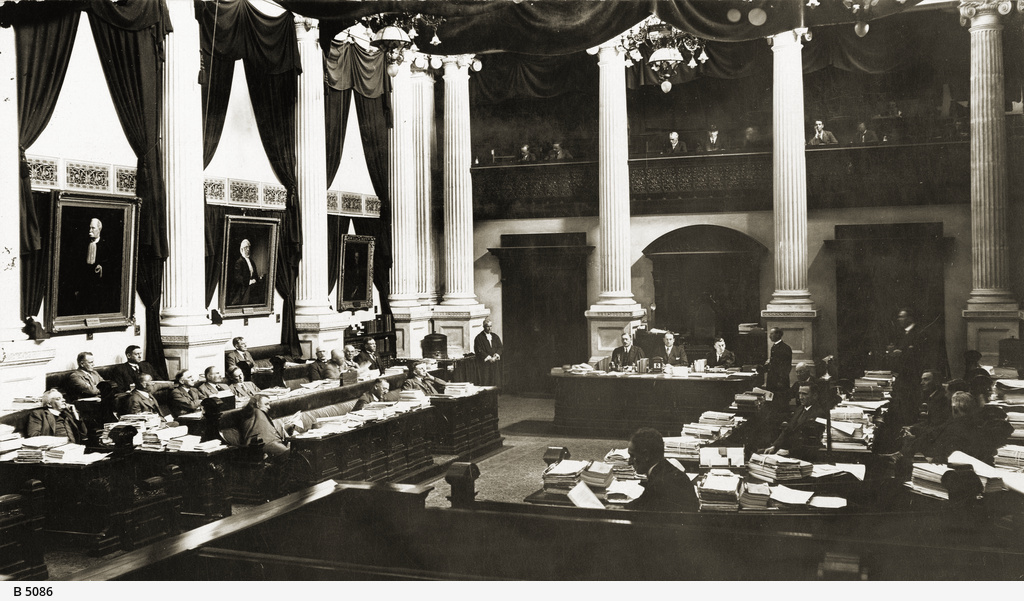
Der Sitzungssaal des South Australian House of Assembly, dessen Mitglied und Sprecher McInnes war.

John McInnes, der als Kind nach South Australia kam, und engagierte sich frühzeitig in der Gewerkschaftsbewegung. Er fungierte zwischen 1905 und 1911 als Gründungssekretär der Südaustralischen Gewerkschaft der Regierungsmitarbeiter (South Australian Government General Workers’ Association) und war ferner 1908 Präsident des Gewerkschaftsdachverbandes dieses Bundesstaates (United Trades and Labour Council of South Australia). Er war ferner von 1914 bis 1924 Generalsekretär der Gewerkschaft der Beschäftigten des Spirituosenhandels (Liquor Trades Employees Union) und engagierte sich des Weiteren ab 1917 mehrere Jahre lang als Präsident des West Torrens Football Club, der zwischen 1895 und 1990 zur South Australian National Football League (SANFL) gehörte und unter anderem 1924, 1933 und 1945 SANFL-Meister wurde.
Am 6. April 1918 wurde McInnes für die Labor Party im damaligen Zwei-Personen-Wahlkreis West Torrens erstmals zum Mitglied des South Australian House of Assembly gewählt, des Unterhauses des Parlaments von South Australia, und konnte bei dieser Wahl den bisherigen Wahlkreisinhaber Thompson Green von der National Party besiegen. Er vertrat diesen Wahlkreis bis zu dessen Auflösung zum 18. März 1938. Er wurde am 24. Juli 1924 als Nachfolger des früheren Premierministers Richard Butler als Speaker zum Sprecher des House of Assembly gewählt. Er bekleidete das Amt des Parlamentspräsidenten bis zum 27. August 1926, woraufhin Frederick Birrell von der Liberal Federation am 17. Mai 1927 seine Nachfolge antrat.

### Minister, Präsident der Labor Party und Bürgermeister

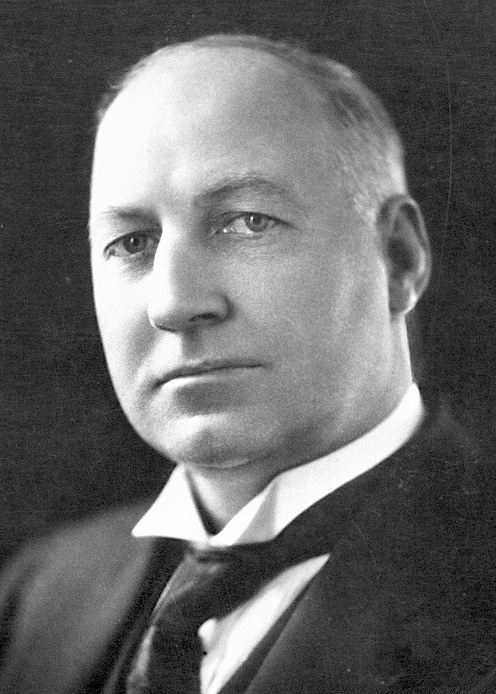
Premierminister Lionel Hill, in dessen beiden Regierungen John McInnes mehrere Ministerämter bekleidete.

Nach Beendigung seiner Sprechertätigkeit wurde John McInnes in die erste Regierung von Premier Lionel Hill berufen und bekleidete in dieser zwischen dem 28. August 1926 und dem 8. April 1927 als Industrieminister (Minister of Industry), Minister für Eisenbahnen (Minister of Railways) und Minister für öffentliche Arbeiten (Commissioner of Public Works). Im Anschluss war er zwischen 1927 und 1929 Präsident der South Australian Labor Party und gehörte zudem vom 21. Dezember 1927 bis zum 17. April 1930 dem Ständigen Parlamentsausschuss für öffentliche Arbeiten als Mitglied an.
McInnes wurde am 17. April 1930 auch die zweite Regierung von Premier Lionel Hill berufen und übernahm in dieser bis zum 13. Februar 1933 erneut die Ämter als Industrieminister sowie als Minister für öffentliche Arbeiten und fungierte außerdem zwischen dem 17. April 1930 und dem 12. November 1931 als Minister für Arbeit und Beschäftigung (Minister of Labour and Employment). Nach der Wahl vom 5. April 1930 kam es in South Australia zu einem erheblichen Streit innerhalb der ALP. Als Ergebnis intensiver Auseinandersetzungen über den Umgang mit der Reaktion auf die Weltwirtschaftskrise in Australien einigte sich im Juni 1931 ein Treffen der Premierminister der Bundesstaaten auf den Plan des Premierminister Australiens James Scullin, der weitreichende Sparmaßnahmen in Verbindung mit Einnahmensteigerungen vorsah. Als in South Australia über den Plan der Premierminister abgestimmt wurde, stimmten 23 der 30 Mitglieder der Labour-Partei des House of Assembly und zwei der vier ALP-Mitglieder des South Australian Legislative Council dafür. Im August 1931 schloss die südaustralische Staatskonferenz der Labour Party alle Abgeordneten aus, die den Plan des Premierministers unterstützten, darunter Premierminister Lionel Hill und dessen gesamtes Kabinett, woraufhin diese am 13. August 1931 die Parliamentary Labor Party bildeten, die bis Juni 1934 bestand. Die Ämter als Industrieminister und Minister für öffentliche Arbeiten bekleidete er zwischen dem 13. Februar und dem 18. April 1933 auch in der Regierung von Premier Robert Richards. Am 20. Juli 1933 wurde ihm der Höflichkeitstitel The Honourable verliehen.
Neben seiner Abgeordnetentätigkeit war er von 1933 bis 1939 Bürgermeister der Town of Hindmarsh und trat im Juni 1934 wieder der regulären ALP bei. Bei der Wahk am 19. März 1938 wurde er im neu geschaffenen Wahlkreis Hindmarsh abermals zum Mitglied der Legislativversammlung gewählt und gehörte dieser bis zu seinem Mandatsverzicht am 13. Februar 1950 an, nachdem er von einer erneute Kandidatur bei der Wahl am 4. März 1950 abgesehen hatte. Der Wahlkreis wurde daraufhin von seinem Parteifreund Cyril Hutchens übernommen. Er war zwischen dem 7. September 1938 und dem 18. September 1946 Mitglied des Gemeinsamen Ausschusses des Parlaments für nachgeordnete Gesetzgebung (Joint Committee on Subordinate Legislation) sowie vom 12. September 1946 bis zum 13. Februar 1950 Mitglied des Ständigen Parlamentsausschusses für öffentliche Arbeiten (Parliamentary Standing Committee on Public Works).

## Hintergrundliteratur
- Parliament of South Australia: Statistical Record of the Legislature 1836–2007 (Memento vom 11. März 2019 im Internet Archive)
- Gordon Desmond Combe: Responsible Government in South Australia, Band 1, Wakefield Press, 2009, ISBN 978-1-86254-843-5 (Onlineversion (Auszug))